# Peelwerkers
Peelwerkers is een korte streekroman van Antoon Coolen. Deze roman is uitgegeven bij Nijgh & Van Ditmar in 1930. Ze beschrijft het leven van veenarbeiders in de Peel, met name in de Noord-Brabantse Peel, ergens tussen Deurne en Griendtsveen. De roman speelt zich in de jaren 20 van de 20e eeuw af en volgt de cyclische loop van de seizoenen gedurende enkele jaren.

## Het verhaal
De omstandigheden van de beschreven Peelwerkers, die werken voor het ontginningsbedrijf van de gemeente Deurne, zijn armoedig. Dit komt niet alleen door de lage beloning, maar vooral ook door het feit dat het seizoenarbeid betreft. In de winter kan er geen turf worden gestoken en zitten de Peelarbeiders werkloos thuis, en dit tehuis is soms een plaggenhut. Dan trekt men van "den arme".
Naast de economische omstandigheden is er ook het persoonlijke leed: Spanningen in huwelijken, ziekte en dood.
Wel is er in de gesprekken soms sprake van een opkomende industrie. Sommige jongeren gaan immers werken in "het fabriek" te Helmond, terwijl ook "de maatschappij", dat wil zeggen de op industriële schaal opererende Griendtsveen Turfstrooisel Maatschappij, ter sprake komt, welke "liberaal" is en waar de mensen nog erger worden uitgebuit.
Het verhaal beschrijft de lotgevallen van een aantal Peelwerkers en hun vrouwen in een parallelle verhaallijn. De personen ontmoeten elkaar soms bij Sijmen Nelemans, een niet al te sympathieke zakenman die een café bestiert, samen met zijn vrouw Drieka.
Het epos begint met Vuil Leenke, een vrouw die met haar kinderen een vrolijk leven leidt van de centen die haar man, Toon Wuiten, met veenarbeid verdient. Toon zelf wordt door haar als tweederangs behandeld. Leenke is uit haar huis gezet en krijgt een stuk zeildoek om daar een tijdelijk onderkomen van te maken. In de winter wordt een plaggenhut gebouwd. De drie zoons voeren niet al te veel uit, gaan soms op het fabriek werken, komen met "die twee verrekte Hellemonders" thuis, spelen "monika" of trachten tevergeefs de "stoomfiets" (motorfiets) te repareren die ze bij een scharrelaar hebben gekocht.
Dan is er Sandere Mie, een vrouw waarvan jaren geleden de man, Sander, is weggelopen en die nu de kost verdient met de verkoop van het vlees van geitjes, die ze zelf slacht.
Piet Klep heeft een drankprobleem. Het huisje, waarin hij met zijn moeder woont, verkoopt hij voor een veel te lage prijs aan Nelemans, en als alles erdoorheen is krijgt hij geen drank meer en verdrinkt zich in de Peel. Ook bij Jan Klot zit het niet mee. Zijn neurotische vrouw houdt steeds de ramen gesloten en het ene na het andere kindje moet naar het graf worden gedragen. Nog zwaarder beproefd wordt Manders, wiens vrouw Dien langzaamaan krankzinnig wordt en gevaarlijke aanvallen van razernij krijgt. Zij moet, uiteindelijk naar het "gekkenhuis" worden gebracht, waar haar ziekte zich verergert en ze uiteindelijk sterft. Een bedevaart naar Ommel, die Manders onderneemt, kan hier geen soelaas brengen.
Toon Wuiten loopt uiteindelijk weg van zijn vrouw, die hem treitert, en wil in de kost bij Sandere Mie. Zij weet hem op andere gedachten te brengen en hij keert weer terug. Ondertussen komen de Peelwerkers bijeen in het café van Nelemans en bespreken het leven, dat van generatie op generatie armoede heeft gebracht.
Het verhaal eindigt ermee dat Sander, na twaalf jaar afwezigheid, weer bij Sandere Mie terugkomt. Wat er in de tussentijd is gebeurd wordt niet verteld, maar als het voorjaar komt maakt Sander zijn gereedschappen gereed en trekt de Peel weer in om het zware vervenigswerk te doen, waarin de meeste mensen troost vinden, daar ze verlangen naar de regelmaat van het werk, en naar de stille eenzaamheid en schoonheid van de Peel.

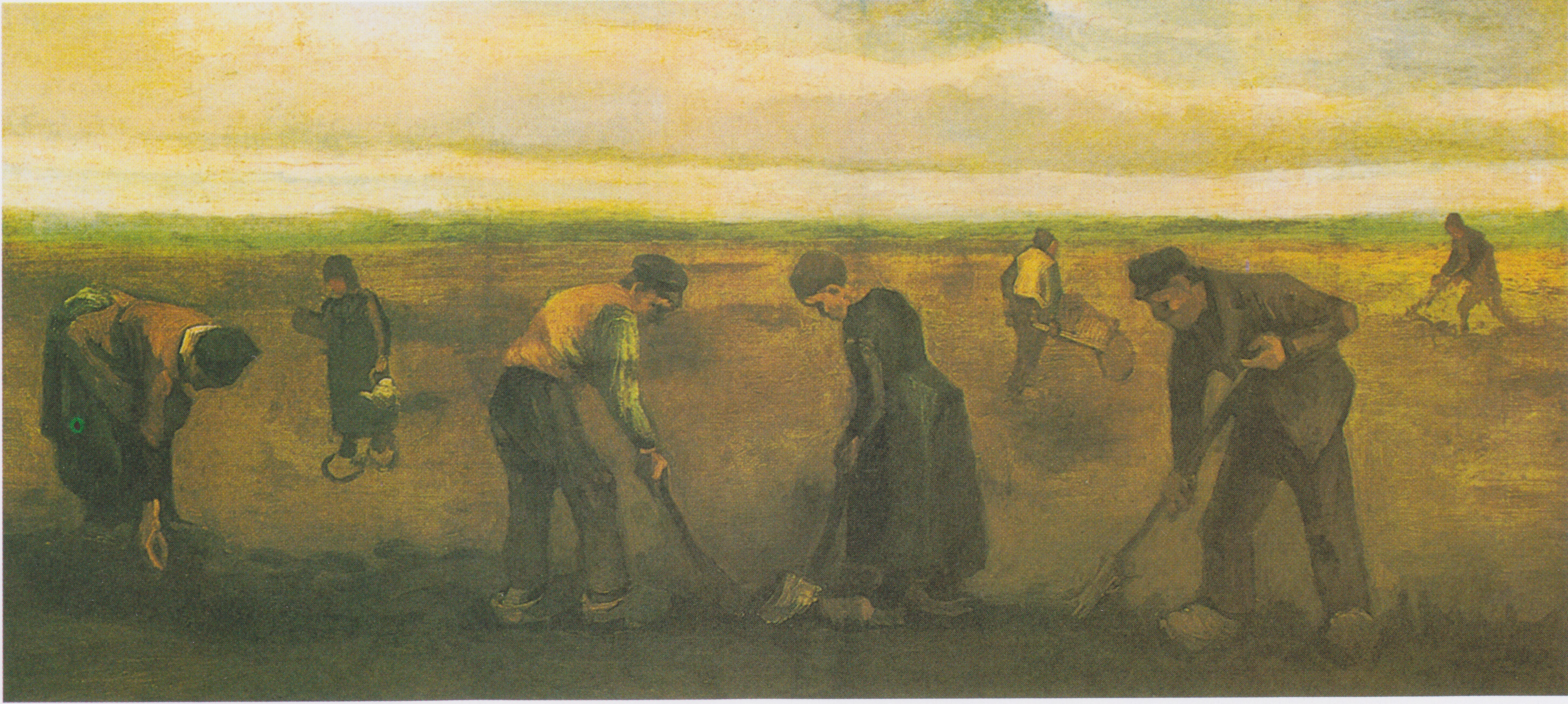
Vincent van Gogh: Aardappelplanters, Nuenen, 1884